# Гильом Анжуйский (граф Пуатье)
Гильом Анжуйский (фр. Guillaume d’Anjou) или Гильом де Пуатье (фр. Guillaume de Poitou; 22 июля 1136 года, Аржантен — 30 января 1164, Руан) — младший сын Жоффруа V Анжуйского и императрицы Матильды, брат английского короля Генриха II, титулярный граф Пуату, виконт Дьепа. В Англии его называли «Вильям, сын императрицы» (англ. William FitzEmpress).

## Биография
Гильом был самым младшим из трёх сыновей Жоффруа V Плантагенета, графа Анжуйского, и императрицы Матильды, дочери английского короля Генриха I. Вскоре после рождения Гильома его мать была вынуждена покинуть Нормандию, где к власти пришли сторонники Стефана Блуаского, провозглашённого в 1135—1136 годах королём Англии и герцогом Нормандии. На протяжении последующего десятилетия в Нормандии шла борьба между Стефаном и Матильдой, завершившаяся к 1144 году взятием Руана и подчинением герцогства Жоффруа V Анжуйским. В 1154 году королём Англии и герцогом Нормандии стал старший брат Гильома Генрих II Плантагенет. Будучи по праву своей жены, Элеоноры Аквитанской, также герцогом Аквитании и сюзереном Пуату, Генрих около 1153 года провозгласил своего брата графом Пуату, сохранив, тем не менее, за собой реальную власть в графстве. Позднее король также передал Гильому ряд маноров в Восточной Англии и Кенте и территорию вокруг Дьепа в Нормандии с титулом и правами виконта Дьепа. В 1155 году Генрих выступил с проектом завоевания Ирландии и её последующей передачи под власть Гильома. Эту идею поддержал даже папа римский, однако резко против выступила императрица Матильда, ещё пользующаяся значительным влиянием на своих сыновей. По её настоянию король отказался от ирландского проекта.
Когда в 1156 году поднял мятеж Жоффруа VI, средний из братьев Плантагенетов, Гильом выступил на стороне Генриха и участвовал в осаде последним замка Шинон. Затем его отряд осадил крепость Монтрёй-Беллей и захватил её, по легенде, использовав способ взятия городов, описанный древнеримским военным теоретиком Вегецием, с трактатом которого Гильом ознакомился во время осады.
В 1162 году Генрих II решил организовать брак Гильома и Изабеллы де Варенн. Изабелла, недавно овдовевшая после смерти своего супруга Вильгельма Булонского, была наследницей обширных владений дома де Варенн в Норфолке, Суссексе, Йоркшире и других английских графствах и, таким образом, самой богатой невестой Англии. В соответствии с каноническим правом для женитьбы Гильома на вдове своего троюродного брата, коим являлся Вильгельм Булонским, требовалось разрешение папы римского. Однако против этого решительно выступил архиепископ Кентерберийский Томас Беккет, в результате чего свадьба сорвалась. Непримиримая позиция архиепископа в этом вопросе стала одним из первых крупных столкновений Томаса Беккета с королём Генрихом II и симптомом нарастающего конфликта между ними.
После провала брачных планов Гильом Плантагенет вернулся в Нормандию и вскоре скончался. В его смерти обвиняли Томаса Беккета, разбившего сердце Гильома своим отказом разрешить его женитьбу на Изабелле де Варенн. Когда Томас Беккет был убит в 1170 году, один из его убийц, Ричард ле Бретон, бывший ранее на службе у графа Гильома, по легенде, нанёс свой смертельный удар со словами: «получай, во имя любви к моему господину Гильому, брату короля!»
Гильом был похоронен в Руанском соборе.